# 若林芳樹 (地理学者)
若林 芳樹（わかばやし よしき、1959年 - ）は、行動地理学、都市地理学、地理情報科学などを専門とする、日本の地理学者、東京都立大学都市環境学部地理環境学科都市環境科学研究科地理環境学域教授。

## 経歴
佐賀県生まれ。
1981年に広島大学文学部地理学専攻を卒業し、同大学大学院文学研究科地理学専攻に進学、1986年3月まで在籍した。
1986年4月に東京都立大学理学部助手となり、1989年10月に金沢大学文学部へ講師として移り、1991年10月には助教授に昇任した。その後、1993年9月に「認知地図の空間分析」により、東京都立大学から博士（理学）を取得した。同年10月には助教授として東京都立大学理学部に戻り、2005年4月には組織再編に伴って首都大学東京都市環境科学研究科准教授となって、2007年4月に教授へ昇任した。2020年4月には、再度の組織再編により、東京都立大学都市環境科学研究科教授となった。
2024年3月8日には、最終講義をおこなった。

## おもな著書

### 単著
- 認知地図の空間分析、地人書房、1999年
- 地図の進化論：地理空間情報と人間の未来、創元社、2018年
  - 第19回人文地理学会学会賞一般図書部門[6]
  - 第13回日本地図学会賞 作品・出版賞[7]
- デジタル社会の地図の読み方 作り方、筑摩書房（ちくまプリマー新書）、2022年

### 共著
- （武田祐子、中澤高志、由井義通、神谷浩夫、木下禮子、矢野桂司との共著）地図でみる日本の女性、明石書店、2007年

### 共編著
- （神谷浩夫、木下禮子、由井義通、矢野桂司との共編著）シングル女性の都市空間、大明堂、2002年
- （岡本耕平、寺本潔との共編著）ハンディキャップと都市空間：地理学と心理学の対話、古今書院、2006年
- （村越真との共編著）GISと空間認知：進化する地図の科学、古今書院、2008年
- （今井修、瀬戸寿一、西村雄一郎との共編著）参加型GISの理論と応用：みんなで作り・使う地理空間情報、古今書院、2016年
  - 2017年度 地理情報システム学会賞 著作部門[8]